# 주니사토촌
주니사토촌(十二里村)은 아오모리현 미나미쓰가루군에 설치되었던 촌이다. 현재의 후지사키정에 해당한다.

## 연혁
- 1889년 4월 1일 - 정촌제 시행과 함께 미나미쓰가루군 주니사토촌이 성립하였다.
- 1955년 2월 1일 - 미나미쓰가루군 후지사키정과 합병해 후지사키정이 신설해 소멸하였다.